# Atwater (Califòrnia)
Atwater és una ciutat dels Estats Units a l'estat de Califòrnia. Segons el cens del 2006 tenia 27.972 habitants.

## Demografia
Segons el cens del 2000, Atwater tenia 23.113 habitants, 7.247 habitatges, i 5.667 famílies. La densitat de població era de 1.652,6 habitants/km².
Dels 7.247 habitatges en un 45,9% hi vivien nens de menys de 18 anys, en un 55,9% hi vivien parelles casades, en un 16,3% dones solteres, i en un 21,8% no eren unitats familiars. En el 17,6% dels habitatges hi vivien persones soles el 6,9% de les quals corresponia a persones de 65 anys o més que vivien soles. El nombre mitjà de persones vivint en cada habitatge era de 3,15 i el nombre mitjà de persones que vivien en cada família era de 3,55.
Per edats la població es repartia de la següent manera: un 34,9% tenia menys de 18 anys, un 10% entre 18 i 24, un 28,6% entre 25 i 44, un 17,4% de 45 a 60 i un 9,1% 65 anys o més.
L'edat mediana era de 28 anys. Per cada 100 dones de 18 o més anys hi havia 90,4 homes.
La renda mediana per habitatge era de 37.344 $ i la renda mediana per família de 39.789 $. Els homes tenien una renda mediana de 32.983 $ mentre que les dones 22.450 $. La renda per capita de la població era de 15.162 $. Entorn del 15,3% de les famílies i el 18,7% de la població estaven per davall del llindar de pobresa.

## Poblacions properes
El següent diagrama mostra les poblacions més properes.